# Perdita maerens
Perdita maerens är en biart som beskrevs av Timberlake 1964. Perdita maerens ingår i släktet Perdita och familjen grävbin. Inga underarter finns listade i Catalogue of Life.